# Kidspop
Kidspop is een vooral in Vlaanderen meer en meer gebruikte term om een populair muziekgenre aan te duiden dat zich specifiek op kinderen richt. Verschillende media hebben prijzen ingesteld voor het genre.

## Aanbod
Er is in Vlaanderen een ruim aanbod aan kidspop. Een zeer bekende representant van het genre is de ook in Nederland succesvolle Vlaams-Nederlandse meisjesgroep K3. Enkele andere vertegenwoordigers zijn Niels Destadsbader, de Ketnetband, Mega Mindy, De Bende, Kapitein Winokio en Laura Omloop.

## Evenementen
Het Junior Eurovisiesongfestival en zijn nationale opvolger als muzikale talentenjacht zijn forums voor het genre.
Er zijn ook jeugdfestivals, zoals Pennenzakkenrock, en specifieke omroep-evenementen in festival-stijl, zoals vtmKzoom pop en eertijds Ketnet Pop.

## Prijzen
De VRT en het Muziekcentrum Vlaanderen hebben voor 2011 de MIA voor "Beste Kidspop" in het leven geroepen. De allereerste MIA voor kidspop werd uitgereikt op 7 januari 2011 aan Kapitein Winokio tijdens de live-show ter gelegenheid van de uitreiking van de MIA's van 2010.
VRT-zender Radio 2 roept de "Beste Kidspop Radio 2 Zomerhit" uit. In 2010 won Laura Omloop de prijs, in 2009 ging hij naar Niels Destadsbader.